# Ряд Гранди
Бесконечный ряд 1 − 1 + 1 − 1 + …, или
{\displaystyle \sum _{n=0}^{\infty }(-1)^{n}},
Иногда называемый рядом Гранди в честь итальянского математика, философа и священника Гвидо Гранди. В обычном смысле этот ряд является расходящимся. С другой стороны, его сумма по Чезаро равна 1/2.

## Эвристические соображения
Один из очевидных методов нахождения суммы ряда
1 − 1 + 1 − 1 + 1 − 1 + 1 − 1 + … -
воспринимать его как телескопический ряд и попарно сгруппировать члены:
(1 − 1) + (1 − 1) + (1 − 1) + … = 0 + 0 + 0 + … = 0.
С другой стороны, похожим способом можно получить другой ответ:
1 + (−1 + 1) + (−1 + 1) + (−1 + 1) + … = 1 + 0 + 0 + 0 + … = 1.
Таким образом, различной расстановкой скобок в ряде Гранди можно получить в качестве суммы и 0, и 1. (Вариации этой идеи, называемые мошенничеством Эйленберга-Мазура, используются в теории узлов и алгебре.)
Если считать ряд Гранди расходящейся геометрической прогрессией, то, используя те же методы, что и при работе со сходящимися геометрическими прогрессиями, можно получить третье значение, 1/2:
Обозначим {\displaystyle \sum _{n=0}^{\infty }(-1)^{n}} как {\displaystyle S_{1}}
{\displaystyle S_{1}=1-1+1-1+...}
{\displaystyle 1-S_{1}=1-(1-1+1-...)=1-1+1-1+...=S_{1}}
{\displaystyle 1-S_{1}=S_{1}}
{\displaystyle S_{1}={\frac {1}{2}}}.
В предыдущих рассуждениях не учитывается, что в действительности означает «сумма ряда». Поскольку важно уметь брать части ряда в скобки, а также производить арифметические действия с рядами, можно прийти к двум выводам:
- Ряд 1 − 1 + 1 − 1 + … не имеет суммы.[1][2]
- … но его сумма должна быть равна 1/2.[2]

На самом деле оба утверждения могут быть точно сформулированы и формально доказаны, но только с использованием чётко определенных математических принципов, которые возникли лишь в XIX веке. После того, как в конце XVII века в Европе были заложены основы анализа, и до прихода современной строгости, разница между ответами давала пищу для «бесконечных» и «яростных» споров между математиками.

## Расходимость
В современной математике сумма ряда определяется как предел последовательности частичных сумм, если он существует. Последовательность частичных сумм ряда Гранди, 1, 0, 1, 0, … не стремится ни к одному числу (хотя и обладает двумя предельными точками, 0 и 1). Таким образом, ряд Гранди расходится.
Можно показать, что применение таких интуитивно безвредных операций, как перестановка членов, к рядам, не являющимся абсолютно сходящимся, может привести к изменению суммы. Несложно увидеть, как можно переставить члены ряда Гранди так, чтобы получить любое целое число, а не только 0 и 1.
- E. W. Hobson, The theory of functions of a real variable and the theory of Fourier’s series (Cambridge University Press, 1907), section 331. The University of Michigan Historical Mathematics Collection

- E. T. Whittaker and G. N. Watson, A course of modern analysis, 4th edition, reprinted (Cambridge University Press, 1962), section 2.1.

## Образование
en:Grandi's series in education

### Когнитивный шок
В 1987 году Анна Шерпинская (Anna Sierpińska) представила ряд Гранди группе 17-летних, не знакомых с математическим анализом, учеников гуманитарного направления в Лицее Варшавы, ожидая, что их знакомство с математикой будет меньше, чем таковое у изучающих математику и физику, и это позволит проявить эпистемологические затруднения, которые у них появятся, ярче.
Первоначально Шерпинская предполагала, что ученики сочтут ряд Гранди не имеющим решения, после чего собиралась шокировать их демонстрацией, как при применении формулы геометрической прогрессии получается 1 − 1 + 1 − 1 + · · · = 1⁄2.  В конечном результате, во время поиска ошибки в рассуждениях при исследовании формулы в различных соотношениях, ученики должны были прийти к выводу, что "в данном случае допустимы два варианта рассуждений, из-за чего у них неявно появится понимание концепции конвергенции". 
Однако ученики не продемонстрировали никаких признаков шокированности от утверждения, что 1 − 1 + 1 − 1 + · · · = 1⁄2 или даже 1 + 2 + 4 + 8 + · · · = −1. Шерпинская отмечает, что до эксперимента отсутствие шока можно было бы объяснить тем фактом, что даже Лейбниц и Гранди считали 1/2 возможным решением ряда.
Однако после эксперимента объяснение может быть несколько иным: они спокойно восприняли появление абсурда, потому что, в конце концов, «математика полностью абстрактна и далека от реальности», и «с помощью этих математических преобразований можно доказать всякую чепуху», как позже сказал один из мальчиков. 
Ученики в конечном итоге не получили опыта столкновения с концепцией сходимости; Шерпинской удалось вовлечь их в проблему, связав её с десятичными разложениями на следующий день. Как только утверждение 0,999 ... = 1 застало учеников врасплох, остальной её материал "прошёл мимо их ушей".

### Предубеждения
В другом исследовании, проведённом в итальянском Тревизо около 2000 года, ученики 3-го или 4-го года обучения научного лицея (в возрасте между 16 и 18 годами) получили карточки с вопросом:
"В 1703-м году математик Гвидо Гранди исследовал сумму 1 – 1 + 1 – 1 + ... (с бесконечно добавляемыми +1 и –1). Ваше мнение о её решении?"
Ученики были знакомы с идеей бесконечных множеств, но не имели опыта работы с бесконечными рядами. Им дали 10 минут на размышления без книг и калькуляторов. 88 полученных ответов распределились так:
(26) результат равен 0 
(18) результат может быть либо 0, либо 1
(5) результат не существует
(4) результат равен 1/2
(3) результат — 1
(2) результат — бесконечность

(30) не дали ответа
Исследователь Джорджо Баньи опросил нескольких студентов с целью понять ход их размышлений. Около 16 из них обосновали ответ 0, используя логику, аналогичную таковой у Гранди и Рикатти. Другие обосновали вариант 1/2 как средний между 0 и 1. 
Баньи отмечает, что их рассуждения, хотя и похожи на рассуждения Лейбница, лишены вероятностной основы, которая была так важна для математики XVIII века. Он приходит к выводу, что ответы соответствуют связи между историческим развитием и индивидуальным развитием, хотя культурный контекст и отличается. 